# اورلاندو مونته نگرو مدرونو
اورلاندو مونته نگرو مدرونو (به اسپانیایی: Orlando Montenegro Medrano) (زاده ۱۵ مه ۱۹۲۰ – درگذشته ۲۹ اکتبر ۱۹۸۸) یک سیاستمدار اهل نیکاراگوئه بود. وی از ۳ اوت ۱۹۶۶ تا ۴ اوت ۱۹۶۶ رئیس‌جمهور این کشور بود.